# Daft Punk
Daft Punk (transkr. Daft pank) bio je francuski duo koji je stvarao i izvodio elektronsku muziku. Duo su 1993. godine u Parizu osnovali Gi Manijel d'Omam Kristo i Toma Bangalter. Popularnost su stekli krajem 1990-tih i od tada su najpoznatiji francuski haus izvođači.
Daft Punk su bili poznati po svojim vizuelnim nastupima prepunim specijalnih efekata. Takođe, članovi grupe su tokom nastupa bili obučeni u futurističke kostime. Ovaj duo je osvojio šest Gremi nagrada iz dvanaest nominacija, uključujući i nagradu za snimak godine Get Lucky i album godine Random Access Memories.

## Diskografija

### Studijski albumi
- (1997)
- (2001)
- (2005)
- (2013)

### Albumi uživo
- (2001)
- (2007)

### Remiks albumi
- (2003)
- (2006)
- (2011)

### Kompilacije
- (2006)

### Saundtrek albumi
- (2010)

## Videografija
- (1999)
- (2003)
- (2006)

## Nagrade i nominacije
- Nagrade Gremi

| Godina | Kategorija                             | Nominovano delo | Ishod      |
| ------ | -------------------------------------- | --------------- | ---------- |
| 2006.  | Najbolji album dens/elektronske muzike |                 | Nominacija |
| 2009.  | Najbolji album dens/elektronske muzike |                 | Osvojeno   |
| 2014.  | Najbolji album dens/elektronske muzike |                 | Osvojeno   |

- Nagrade Kju

| Godina | Kategorija     | Nominovano delo | Ishod      |
| ------ | -------------- | --------------- | ---------- |
| 2013.  | Najbolja pesma |                 | Nominacija |
| 2013.  | Najbolji album |                 | Nominacija |

## Spoljašnje veze
- Zvanični veb-sajt
- na sajtu Diskogs
- na sajtu Jutjub
- na sajtu Fejsbuk
- na sajtu Instagram